# Moritz von Spies
Moritz Ritter von Spies (31 de diciembre de 1805 - 10 de octubre de 1862) fue un Mayor General bávaro y dos veces Ministro de Guerra bajo el gobierno de Maximiliano II de Baviera.
Spies nació en Ansbach. Después de ocupar diferentes puestos de oficial en el Ejército bávaro y también en Grecia, estaba gobernada por el príncipe regente Otón I, y en el ministerio federal de guerra en el Parlamento de Fráncfort, en 1859 fue promovido a Mayor General en el personal del Cuartel General de Intendencia. En 1860 recibió el mando de tropas de ingenieros. Spies sirvió como ministro de guerra del Reino de Baviera entre el 12 de junio y el 11 de diciembre de 1861 y entre el 16 de junio y el 10 de octubre de 1862 (su muerte). Murió en Múnich.